# Радонвильер
Радонвилье́р (фр. Radonvilliers) — коммуна во Франции, находится в регионе Шампань — Арденны. Департамент — Об. Входит в состав кантона Бриен-ле-Шато. Округ коммуны — Бар-сюр-Об.
Код INSEE коммуны — 10313.
Коммуна расположена приблизительно в 170 км к востоку от Парижа, в 70 км южнее Шалон-ан-Шампани, в 33 км к востоку от Труа.

## Население
Население коммуны на 2008 год составляло 375 человек.
| 1962 | 1968 | 1975 | 1982 | 1990 | 1999 | 2008 |
| ---- | ---- | ---- | ---- | ---- | ---- | ---- |
| 340  | 351  | 365  | 337  | 370  | 367  | 375  |

## Администрация
| Период | Период | Фамилия          | Партия | Примечания |
| ------ | ------ | ---------------- | ------ | ---------- |
|        | 2008   | Жан-Мари Маржоле |        |            |
| 2008   | 2014   | Жан-Мари Кутор   |        |            |

## Экономика
В 2007 году среди 237 человек в трудоспособном возрасте (15—64 лет) 166 были экономически активными, 71 — неактивными (показатель активности — 70,0 %, в 1999 году было 73,0 %). Из 166 активных работали 149 человек (85 мужчин и 64 женщины), безработных было 17 (6 мужчин и 11 женщин). Среди 71 неактивных 19 человек были учениками или студентами, 21 — пенсионерами, 31 были неактивными по другим причинам.